# Peru op de Olympische Zomerspelen 1988
Peru nam deel aan de Olympische Zomerspelen 1988 in Seoul, Zuid-Korea. Het Zuid-Amerikaanse land won opnieuw een zilveren medaille, ditmaal door toedoen van de nationale vrouwenvolleybalploeg.

## Medailleoverzicht
| Sport     | Olympiër | Discipline | Medaille |
| --------- | --- | ---------- | -------- |
| Volleybal | Luisa Cervera Alejandra de la Guerra Denisse Fajardo Miriam Gallardo Rosa García Sonia Heredia Kathy Horny Natalia Málaga Gaby Pérez Cecilia Tait Gina Torrealva Cenaida Uribe | zaal (v)   | Zilver   |

## Deelnemers en resultaten

### Atletiek
| Olympiër         | Discipline             | Resultaat | Prestatie                             |
| ---------------- | ---------------------- | --------- | ------------------------------------- |
| Ricardo Valiente | verspringen (m)        | 32e       | kwalificatie groep A: 16de met 6,92m  |
| Ricardo Valiente | hink-stap-springen (m) | 32e       | kwalificatie groep A: 16de met 15,59m |

### Gewichtheffen
| Olympiër            | Discipline | Resultaat | Prestatie                                                        |
| ------------------- | ---------- | --------- | ---------------------------------------------------------------- |
| Rolando Marchinares | +110kg (m) | 15e       | trekken: 13de met 142,5kg stoten: 15de met 182,5kg totaal: 325kg |

### Schietsport
| Olympiër       | Discipline           | Resultaat | Prestatie                                                   |
| -------------- | -------------------- | --------- | ----------------------------------------------------------- |
| Carlos Hora    | 50m pistool (m)      | 39e       | kwalificatie: 39ste met 540 punten (90-88-90-91-88-93)      |
| Carlos Hora    | 10m luchtpistool (m) | 40e       | kwalificatie: 40ste met 565 punten (96-94-98-93-95-89)      |
|                |                      |           |                                                             |
| Francisco Boza | skeet                | 27e       | kwalificatie: 27ste met 144 punten                          |
| Juan Giha      | trap                 | 4e        | kwalificatie: 3de met 195 punten finale: 4de met 219 punten |

### Tafeltennis
| Olympiër     | Discipline    | Resultaat | Prestatie |
| ------------ | ------------- | --------- | --- |
| Mónica Liyau | enkelspel (v) | 41e       | groep E: 6de V van KOR Hyun: 1-3 V van FRG Nolten: 2-3 V van YUG Fazlić-Reed: 0-3 V van NGR Owolabi: 2-3 V van JPN Hoshino: 0-3 |

### Volleybal
| Olympiër | Discipline | Resultaat | Prestatie |
| --- | ---------- | --------- | --- |
| Luisa Cervera Alejandra de la Guerra Denisse Fajardo Miriam Gallardo Rosa García Sonia Heredia Kathy Horny Natalia Málaga Gaby Pérez Cecilia Tait Gina Torrealva Cenaida Uribe | zaal (v)   | Zilver    | groep B: 1ste W van Brazilië: 3-0 (15-11, 15-11, 15-3) W van China: 3-2 (13-15, 15-13, 7-15, 15-12, 16-14) W van Verenigde Staten: 3-2 (12-15, 9-15, 15-4, 15-5, 15-9) halve finale: W van Japan: 3-2 (15-9, 15-6, 6-15, 10-15, 15-13) finale: V van Sovjet-Unie: 2-3 (15-10, 15-12, 13-15, 7-15, 15-17) |

| Groep B |                  |             |             |             |             |             |             |        |        |        |        |
| #       | Land             | Wedstrijden | Wedstrijden | Wedstrijden | Wedstrijden | Wedstrijden | Wedstrijden | Punten | Punten | Punten | Punten |
| #       | Land             | G           | W           | V           | SW          | SV          | SR          | SPW    | SPL    | Saldo  | Punten |
| 1       | Peru             | 3           | 3           | 0           | 9           | 4           | +5          | 177    | 142    | +35    | 6      |
| 2       | China            | 3           | 2           | 1           | 8           | 4           | +4          | 161    | 132    | +29    | 5      |
| 3       | Verenigde Staten | 3           | 1           | 2           | 5           | 8           | -3          | 140    | 167    | -27    | 4      |
| 4       | Brazilië         | 3           | 0           | 3           | 3           | 9           | -4          | 126    | 163    | -37    | 3      |

| Ronde        | Datum | Plaats      | Land | Score            | Land |
| ------------ | ----- | ----------- | ---- | ---------------- | ---- |
| Groepsfase   |       |             |      |                  |      |
| 20 september | Seoel | Peru        | 3-0  | Brazilië         |      |
| 23 september | Seoel | China       | 2-3  | Peru             |      |
| 25 september | Seoel | Peru        | 3-2  | Verenigde Staten |      |
| Halve finale |       |             |      |                  |      |
| 27 september | Seoel | Japan       | 2-3  | Peru             |      |
| Finale       |       |             |      |                  |      |
| 29 september | Seoel | Sovjet-Unie | 3-2  | Peru             |      |

### Worstelen
| Olympiër           | Discipline  | Resultaat   | Prestatie                                                                        |
| Vrije stijl        | Vrije stijl | Vrije stijl | Vrije stijl                                                                      |
| ------------------ | ----------- | ----------- | -------------------------------------------------------------------------------- |
| Edmundo Ichillumpa | -68kg (m)   | 25e         | groep A: 13de V van SYR Wattar: 0-4 V van JPN Akaishi: 0-4                       |
| Grieks-Romeins     |             |             |                                                                                  |
| Edmundo Ichillumpa | -68kg (m)   | 19e         | groep B: 10de V van USA Seras: 0-4 W van JOR Al-Masri: 4-0 V van ROU Cărare: 0-4 |

### Zwemmen
| Olympiër           | Discipline          | Resultaat | Prestatie                |
| ------------------ | ------------------- | --------- | ------------------------ |
| Alejandro Alvizuri | 100m schoolslag (m) | 26e       | serie 3: 3de in 58,37    |
| Alejandro Alvizuri | 200m schoolslag (m) | 19e       | serie 3: 2de in 2.04,29  |
|                    |                     |           |                          |
| Karen Horning      | 100m schoolslag (v) | 28e       | serie 2: 1ste in 1.14,03 |
| Karen Horning      | 200m schoolslag (v) | 24e       | serie 1: 1ste in 2.37,84 |

Afghanistan · Algerije · Amerikaanse Maagdeneilanden · Amerikaans-Samoa · Andorra · Angola · Antigua en Barbuda · Argentinië · Aruba · Australië · Bahama’s · Bahrein · Bangladesh · Barbados · België · Belize · Benin · Bermuda · Bhutan · Birma · Bolivia · Bondsrepubliek Duitsland · Botswana · Brazilië · Britse Maagdeneilanden · Brunei · Bulgarije · Burkina Faso · Canada · Centraal-Afrikaanse Republiek · Chili · China · Chinees Taipei · Colombia · Congo-Brazzaville · Cookeilanden · Costa Rica · Cyprus · Denemarken · Djibouti · Dominicaanse Republiek · Duitse Democratische Republiek · Ecuador · Egypte · El Salvador · Equatoriaal-Guinea · Fiji · Filipijnen · Finland · Frankrijk · Gabon · Gambia · Ghana · Grenada · Griekenland · Groot-Brittannië · Guam · Guatemala · Guinee · Guyana · Haïti · Honduras · Hongarije · Hongkong · Ierland · IJsland · India · Indonesië · Irak · Iran · Israël · Italië · Ivoorkust · Jamaica · Japan · Joegoslavië · Jordanië · Kaaimaneilanden · Kameroen · Kenia · Koeweit · Laos · Lesotho · Libanon · Liberia · Libië · Liechtenstein · Luxemburg · Malawi · Malediven · Maleisië · Mali · Malta · Marokko · Mauritanië · Mauritius · Mexico · Monaco · Mongolië · Mozambique · Nederland · Nederlandse Antillen · Nepal · Nieuw-Zeeland · Niger · Nigeria · Noord-Jemen · Noorwegen · Oeganda · Oman · Oostenrijk · Pakistan · Panama · Papoea-Nieuw-Guinea · Paraguay · Peru · Polen · Portugal · Puerto Rico · Qatar · Roemenië · Rwanda · Saint Vincent en de Grenadines · Salomonseilanden · Samoa · San Marino · Saoedi-Arabië · Senegal · Sierra Leone · Singapore · Soedan · Somalië · Sovjet-Unie · Spanje · Sri Lanka · Suriname · Swaziland · Syrië · Tanzania · Thailand · Togo · Tonga · Trinidad en Tobago · Tsjaad · Tsjecho-Slowakije · Tunesië · Turkije · Uruguay · Vanuatu · Venezuela · Verenigde Arabische Emiraten · Verenigde Staten · Vietnam · Zaïre · Zambia · Zimbabwe · Zuid-Jemen · Zuid-Korea · Zweden · Zwitserland